# Izvoru Mare
Izvoru Mare (antiguamente Mamutcuius) es una localidad rumana de la comuna de Peștera, en el condado de Constanța.

## Toponimia
El nombre antiguo del lugar puede encontrarse escrito con grafías como Mamut-Cuius, Mamutcuius, Mahmut-Cuiu, Mahmud-Cuiusu y Mahmud-Kuyusu. Pasó a llamarse Izvoru Mare.

## Historia
Hacia finales del siglo XIX, la localidad, que ya por entonces pertenecía al condado de Constanța, formaba parte de la comuna homónima de Mamut-Cuius y tenía contabilizada una población, mayoritariamente turco-tártara, de 611 habitantes.
En la segunda mitad del siglo XX la localidad había pasado a formar parte de la comuna de Peștera. En el censo de 2021 la localidad tenía una población de 453 habitantes.